# Maduranthakam
Maduranthakam (o Madurantakam, Madurantgam) è una suddivisione dell'India, classificata come municipality, di 29.100 abitanti, situata nel distretto di Kanchipuram, nello stato federato del Tamil Nadu. In base al numero di abitanti la città rientra nella classe III (da 20.000 a 49.999 persone).

## Geografia fisica
La città è situata a 12° 31' 0 N e 79° 54' 0 E e ha un'altitudine di 28 m s.l.m..

## Società

### Evoluzione demografica
Al censimento del 2001 la popolazione di Maduranthakam assommava a 29.100 persone, delle quali 14.605 maschi e 14.495 femmine. I bambini di età inferiore o uguale ai sei anni assommavano a 3.215, dei quali 1.630 maschi e 1.585 femmine. Infine, coloro che erano in grado di saper almeno leggere e scrivere erano 20.873, dei quali 11.615 maschi e 9.258 femmine.